# Goswin de Beauffort
Goswin de Beauffort (zm. 29 października 1218) – flandryjski duchowny, biskup Tournai.
Pochodził ze szlacheckiej rodziny de Beauffort z Artois. Jego ojciec Baldwin był seniorem  Beaufort, Noyelle-Vion i Oiron. Goswin jako drugi syn został przeznaczony do stanu duchownego. Najpierw był archidiakonem w Tournai (1182-1203), a w 1203 wybrano go na biskupa Tournai. Rok później otrzymał sakrę biskupią. W 1213 ekskomunikował Ferdynanda Portugalskiego, hrabiego Flandrii. Zmarł 29 października 1218 i został pochowany w katedrze w Tournai.
Jest możliwe, choć mało prawdopodobne, że do niego odnosi się zapiska w nekrologu klasztoru św. Wincentego na Ołbiniu upamiętniająca bliżej nieokreślonego biskupa Goswina w dniu 4 kwietnia.